# Карягин, Иван Иванович
Ива́н Ива́нович Каря́гин (1894 с. Крюково, Пензенская губерния — 1966) — русский ботаник, флорист и биогеограф, специалист в области исторической географии растений и систематики высших растений, член-корреспондент АН Азербайджанской ССР. Член Всесоюзного ботанического общества (с 1952).

## Биография
Сын пензенского крестьянина в 1912 окончил Нижегородскую гимназию. С 1912 по 1917 обучался на физико-математическом факультете  Московского государственного университета по специальности ботаника.
В 1919—1923 преподавал в школах Чембара естествознание и математику.
С 1923 его жизнь связана с Азербайджаном. С1923 по 1932 год работал в вузах Баку и Кировобада, пройдя путь от лаборанта до доцента кафедры ботаники. Позже старший научный сотрудник Института ботаники АН Азербайджанской ССР, заведующий отделом систематики. Ученый с мировым именем.
Скончался Иван Карягин в 1966 году. Похоронен на Ясамальском кладбище в Баку.

## Научные труды
Автор научных трудов, среди которых:
- Очерк древесной растительности Кубинского уезда. — Баку: Изд-во АзГНИИ, 1930. — 37 с.
- Лекарственные растения Азербайджана / А. А. Гроссгейм, Я. М. Исаев, И. И. Карягин, Р. Я. Рзазаде. — Баку: Изд-во АзФАН, 1942. — 220 с. — (Растительное сырье АзССР; вып. 1).
- Инструкции по сбору гербария лекарственных растений. — Баку: Изд-во АзФАН, 1943. — 30 с.
- Флора Апшерона. — Баку: Изд-во АН Азерб. ССР, 1952. — 440 с.

Под общим руководством И. И. Карягина подготовлено и выпущено восьмитомное издание «Флора Азербайджана» (Баку, 1950—1961).

## Виды растений, названные в честь И. И. Карягина
- Astragalus karjaginii Boriss. (1946)
- Chamaemelum karjaginii Manden. & Sofieva (1959) [= Tripleurospermum karjaginii (Manden. & Sofieva) Pobed.]
- Cleome karjaginii Tzvelev (2012)
- Gagea joannis Grossh. (1935)
- Hieracium karjaginii Üksip (1959) [= Hieracium levicaule subsp. karjaginii (Üksip) Greuter]
- Hypericum karjaginii Rzazade (1954)
- Iris ×karjaginii Grossh. (1944)
- Isatis karjaginii Schischk. (1950)
- Oxytropis karjaginii Grossh. (1933)
- Rosa karjaginii Sosn. (1944)
- Scorzonera karjaginii Grossh. (1932) [= Pseudopodospermum incisum (DC.) Zaika, Sukhor. & N.Kilian]
- Scutellaria karjaginii Grossh. (1945)
- Senecio karjaginii Sofieva (1957) [= Tephroseris karjaginii (Sofieva) Holub]
- Stipa karjaginii Mussajev & Sadychov (1977)
- Thymus karjaginii Grossh. (1944)
- Tragopogon karjaginii Kuth. (1957)
- Ziziphora karjaginii Ter-Chatsch. (1955) [= Ziziphora puschkinii Adams]